# Jennifer Page
Jennifer Page Rogers (ur. 14 marca 1993) – amerykańska zapaśniczka walcząca w stylu wolnym. Brązowa medalistka mistrzostw świata w 2023. Złota medalistka mistrzostw panamerykańskich w 2015 i 2021. Czwarta w Pucharze Świata w 2015; szósta w 2014 i dziewiąta w 2012. Trzecia na MŚ juniorów w 2013 roku. Zawodniczka Oklahoma City University.